# Ateliers urbains
 (août 2023).
- Si vous ne connaissez pas le sujet, laissez ce bandeau (vous pouvez alors contacter les auteurs).
- Si vous supprimez le contenu mis en cause (vous pouvez préalablement contacter les auteurs),

argumentez précisément cette suppression dans la page de discussion
(un manque de référence n'est pas un argument ; une recherche réelle de référence doit avoir été effectuée, être formellement documentée).
Les Ateliers urbains consistent en une série de dispositifs participatifs initiés en 2009 pour donner la parole aux habitants de la région de Bruxelles sur des questions urbaines, à travers différents outils d'expression et principalement la vidéo. Ils ont donné naissance dans un premier temps à deux longs métrages documentaires, l'un sur la place Flagey et le second sur le quartier Nord, au court métrage Prisons des villes, prisons des champs, ainsi qu'à une exposition interactive intitulée BXXL et au journal Banc public consacré au mobilier urbain.

## Processus
L'élaboration des films Flagey et Le grand Nord s'est étalée sur une période d'un an pour chaque film. Sous la houlette de deux animateurs-cinéastes, Gwenaël Breës et Axel Claes, deux groupes hétéroclites d’habitants ayant en commun d’être concernés par un même territoire (espace de vie pour les uns, de travail ou de transit pour les autres) ont été constitués et ont pris part à toutes les étapes de la réalisation. L’objectif ? « Créer une réflexion sur le territoire urbain, la perception et l’usage qu’en font ses habitants », travailler sur la métamorphose d'un quartier, les contrastes de la ville, ses frontières (notamment sociales), le tout s'inscrivant dans une démarche d'éducation permanente. Selon les animateurs du projet, « être conscient des acteurs et des intérêts en présence, des processus de décisions urbanistiques, les rendre davantage visibles et produire de l’information autour, c’est déjà créer une capacité d’action ».
Dans ces deux ateliers, le point de départ a été l'élaboration par les participants d'une carte mentale, représentation subjective de leur quartier ou de leur ville. Ce dispositif, inspiré de l'outil imaginé par l'urbaniste américain Kevin Lynch dans son livre L'Image de la cité (The Image of the City), éveille les participants à une réflexion sur leurs usages de la ville et leur rapport à l'environnement urbain.
Par la suite, les Ateliers urbains ont diversifié les approches et les médias, réalisant toujours sous forme participative une exposition sur Bruxelles (dessin, affiches, photo, son, vidéo, écriture), un journal sur le mobilier urbain, un court métrage avec des habitants de Saint-Gilles et de Haren sur l'implantation des prisons en ville, une série de cartes postales vidéo sur la transformation de Bruxelles ou encore un film sur la vie dans une tour de logement social à Cureghem (Anderlecht).

## Production
De 2009 à 2014, les Ateliers urbains ont été coproduits par le Centre vidéo de Bruxelles et Plus Tôt te Laat et soutenus par différents pouvoirs publics belges et bruxellois.